# Éric Barone (deportista)
Éric Barone (Oyonnax, Francia, 4 de noviembre de 1960) es un atleta francés de deportes extremos, famoso por haber batido el récord del mundo de velocidad en bicicleta, sobre nieve y sobre tierra. En montaña nevada, su marca es de 223,3 kilómetros por hora, mientras que en tierra es de 172 kilómetros por hora, lograda en el volcán Cerro Negro, Nicaragua, en ambos casos usando una bicicleta prototipo, fuera de serie.

## Biografía
Éric Barone nació el 4 de noviembre de 1960, en Oyonnax, Francia. Su apodo es “Barón Rojo”. No tiene hijos y sus padres residen en Francia.
Tras una serie de trabajos iniciales, incluyendo actuaciones como doble de los actores Silvester Stallone, Jean Claude Van Damme y Adrian Paul entre otros, a los 34 años decidió probar los deportes extremos, buscando récords de velocidad sobre bicicleta de montaña.
Barone, apodado el Barón Rojo, siempre soñó con establecer el récord mundial de velocidad. Lo consiguió en la nieve en 1994, en la estación de esquí de Les Arcs, Saboya, usando una bicicleta MBK, batiendo con 151 km/h el récord de 147 km/h que había logrado aquel mismo año el francés Christian Taillefer sobre una bicicleta Peugeot. En 1995 Christian Taillefer recupera el primer puesto en la pista de esquí de Vars al conseguir 178 km/h. Ese mismo año Éric Barone, todavía con MBK, vuelve a lograr el récord, dejándolo en 193 km/h. En 1997 Barone vuelve a mejorar su marca llegando esta vez, montado sobre una Sunn, hasta los 210 km/h. En 1998 Christian Taillefer vuelve a la carga por tercera vez con Peugeot en la pista de esquí de Vars y consigue 212 km/h arrebatando los laureles una vez más a su compatriota Barone. Ya en 1999, y esta vez sobre una bicicleta Corima modificada, Éric Barone dejaría la marca en 217 km/h en la pista de Les Arcs.
Finalmente el 21 de abril de 2000, Eric Barone vuelve a aumentar el récord sobre nieve, esta vez usando una bicicleta prototipo de carbono (en algunas referencias aparece como de la marca Sunn) y un vestido y casco aerodinámico. En esta ocasión alcanza los 222 km/h en la pista de Les Arcs. Es la actual plusmarca mundial con una bici fuera de serie. El récord usando una bici de serie, sobre nieve, pertenece a Markus Stöckl, que en 2007 alcanzó 210 km/h.
En el año 1999 había alcanzado los 118 kilómetros por hora sobre tierra, en Hawái. Tras sus récords sobre nieve, necesitaba demostrar que era todavía más rápido sobre tierra. Viajó por todo el planeta y, al fin, descubrió un escenario inmejorable para establecer su marca: el volcán Cerro Negro en Nicaragua. Sus faldas peladas y sus deslizantes cenizas volcánicas son ideales para este propósito.
El noviembre de 2001, el Barón Rojo voló sobre las laderas del Cerro Negro a 130 kilómetros por hora, superando su récord logrado anteriormente en Hawái. A Barone le pareció demasiado sencillo y prometió regresar para pulverizar su propia marca. El francés alcanzó los 163 kilómetros por hora en su primer intento. Una vez más, su pasión o su exceso de ambición le hicieron repetir. La prensa estaba asombrada y el público, enfervorizado.  En veinte minutos Barone alcanzó de nuevo la cumbre y se lanzó ladera abajo. Recorrió 400 metros y, cuando los ordenadores de control marcaban la cifra récord de 172 kilómetros por hora, la dirección de la bicicleta, de fibra de carbono, se rompió. El público corrió hacia Barone, que permanecía inmóvil en el suelo, pensando que había muerto, relató Wilder Pérez, periodista del diario local La Prensa y testigo del accidente. El casco le salvó la vida pero se rompió varias costillas. Aún conmocionado tras el batacazo, el Barón Rojo dejó claro que no volvería a descender por el Cerro Negro. Sin embargo, anunció que deseaba sentarse de nuevo sobre un sillín para pulverizar su registro en nieve. El récord usando una bici de serie, en un volcán, pertenece a Markus Stöckl, que en 2011 alcanzó 164,95 km/h en Nicaragua.
Durante su carrera, Barone ha descendido en bicicleta el Monte Fuji en Japón, Mauna Kea y Kīlauea en Hawái, Etna y Stromboli en Sicilia,  el  Nevado de Toluca en México, y 20 volcanes en Nicaragua. Tras sus récords, ha fundado una empresa que da servicio a turistas que desean conocer la “Ruta de los Volcanes” y todos los atractivos turísticos de Nicaragua.